# Bep Shiroka
Bep Shiroka (ur. 25 września 1933 w Szkodrze, zm. 1 lipca 2010 tamże) – albański aktor i scenograf.

## Życiorys
Urodzony 25 września 1933 w Szkodrze. Syn działacza społecznego i kulturalnego Kolë Shiroki. Debiutował jako malarz i scenograf. Wyróżnił się jako aktor komiczny już w młodości, występując w wielu przedstawieniach amatorskich zespołów teatralnych.
W 1965 ukończył liceum artystyczne Jordan Misja w Tiranie. Początkowo występował na scenie amatorskiej, zanim w 1960 reżyser Tefik Duka zaprosił go do współpracy z teatrem zawodowym. Zadebiutował na scenie zawodowej w sztuce Nora e Kelmendit. Jako aktor obdarzony talentem komediowym występował na estradzie i w Teatrze Migjeni w Szkodrze. W 1988 zakończył karierę aktora teatralnego, ale powrócił na scenę w 2008 występując w roli Rezara, w sztuce Putargat e thata Stefana Çapaliku.
Zagrał w piętnastu filmach fabularnych. W 2002 wystąpił w kanadyjskiej produkcji Women without wings (reż. Nicholas Kinsey).
Za rolę w filmie Szczęśliwa para otrzymał nagrodę państwową. Został też uhonorowany przez władze Albanii tytułem Zasłużonego Artysty (alb. Artist i Merituar), a także Wielkiego Mistrza (Mjeshter i Madh). Zmarł 1 lipca 2010 na atak serca w swoim mieszkaniu w Szkodrze.

## Role filmowe
- 1970: Lugina e pushkatarëve jako Ram Sokoli
- 1975: Cifti i lumtur jako fanatyk
- 1978: Koncert ne vitin 1936 jako żandarm Vessel
- 1978: Ne pyjet me bore ka jete jako kelner
- 1979: Ditet, qe sollen pranveren jako dowódca oddziału
- 1981: Gjurme ne kaltersi jako Dane
- 1981: Kercenimi jako Cvetko
- 1981: Nje nate pa drite jako starzec
- 1981: Si gjithe te tjeret jako ojciec Jety
- 1982: Besa e kuqe jako bajraktar
- 1982: Flaka e maleve jako Valiu
- 1984: Fushe e blerte, fushe e kuqe jako Xhevat
- 1985: Dasma e shtyre jako Kurt aga
- 1986: Kur hapen dyert e jetes jako fryzjer, ojciec Bardhyla
- 1989: Historiani dhe kameleonet jako Maksut
- 2002: Women without wings jako szef Sigurimi

## Publikacje
- 1969: Këngë për partinë